# Quirás
Quirás era una freguesia portuguesa del municipio de Vinhais, distrito de Braganza.
Pequeña aldea del norte de  Portugal, Quirás pertenece al distrito de Vinhais. Posee no más de 50 habitantes a lo largo del año quienes desempeñan actividades agrarias principalmente con pequeñas explotaciones para uso personal. Entre ellos priman los agricultores, apicultores y vinocultores

## Toponimia
El origen del topónimo principal de este lugar es antroponímico. Deriva del nombre personal greco-latino Quiriacus, a través de su patronímico, según la serie fonética de varios documentos del "Portugaliae Monumenta Historica": Quiriaquici, Quiriaquici. Quiriazi. Quiraz.
En esta región no faltan vestigios arqueológicos, topónimos y leyendas que revelan la presencia de diversas poblaciones a lo largo de los siglos: o Castrilhão, os Fragões, los lugares de Couço, de Malhadinha y de Porto Antigo, en el territorio de la freguesía, o Cabeço da Vela y a Fraga dos Mouros, en Edroso, a Lama da Porca en el Alto do Facho, en Vilarinho y a Fonte da Moura en el castro de Souane, en Cisterna.

## Historia
En el castro de Souane, cuya antigüedad se remonta al período Neolítico, fue encontrada un hacha de piedra pulida que posteriormente fue depositada en el museo Abade de Baçal. Es un lugar de gran valor arqueológico. La muralla del castro fue parcialmente destruida en torno a 1970 para aprovechar la piedra en la construcción de la carretera de acceso a la aldea, aunque todavía es visible su perímetro. En el centro del recinto castreño existe una cisterna de canalización de agua con manantial, que daría nombre a la población de A Cisterna, al oeste del castro. La importancia de este manantial desde tiempos remotos tiene asociada la leyenda de un tesoro dejado por los moros tras la derrota ante los cristianos que habitaban el castro de Santa Rufina.
El origen de la población actual parece encontrarse en una propiedad rústica, una "villa" del hijo de un tal Quiriacus. Sin embargo, la filiación greco-latina del nombre no parece referirse a una "villa" de época romana, pues este nombre era usado con frecuencia hasta el siglo XII, y especialmente en el siglo X, por lo que presumiblemente, la propiedad rural de la que se originó el lugar se remonta a la época de la Reconquista y repoblación posterior, en torno a la segunda mitad del siglo IX.
En 1839, Quirás todavía pertenecía al municipio de Vilar Seco de Lomba: en 1852 al municipio de Santalha, disuelto el 31 de diciembre de 1853. Pasó entonces a formar parte del municipio de Vinahis, volviendo en 1854 al de Santalha durante una efímera restauración. Fue abadía de presentación de mitra.
Fue suprimida el 28 de enero de 2013, en aplicación de una resolución de la Asamblea de la República portuguesa promulgada el 16 de enero de 2013 al unirse con la freguesia de Pinheiro Novo, formando la nueva freguesia de Quirás e Pinheiro Novo.

## Leyenda
Según una leyenda local, se dice que la aldea de Souane estaba habitada por los moros, enfrentados constantemente con los cristianos de Santa Rufina, al otro lado del río Rabaçal. No habiendo un vencedor claro en sus batallas, los cristianos reunieron todas el ganado de la zona, y atando antorchas en los cuernos de los animales, una noche simularon que un enorme ejército se dirigía hacia Souane. Los moros huyeron precipitadamente, abandonando para siempre el lugar, quedando sola, en los montes de Pendão, una hermosa moura llamada Souane, atrapada por un encantamiento eterno. Además de la hermosa moura, los musulmanes también dejaron un fabuloso tesoro que se encuentra oculto bajo las aguas del manantial del castro de Souane.